# Arturo Seara
Arturo Fernández Seara (Orense, 18 de noviembre de 1956) es un ex-baloncestista español. Con una altura de 1,78 metros, destacó en la posición de base. Fue internacional con la selección española juvenil (con la que ganó la medalla de plata en el Eurobasket de 1973) y sub-23, pero nunca llegó a jugar con la selección absoluta.
Disfrutó sus mejores años como jugador en el FC Barcelona, club en el que militó tres temporadas entre 1983 y 1986. Pese a que era el base suplente de Solozabal, participó activamente en la consecución de un Mundial de Clubs de Baloncesto y dos Recopas de Europa. 

## Clubes
- Fórum Valladolid: 1976-1983.
- FC Barcelona: 1983-1986.
- Fórum Valladolid: 1986-1988.
- Tenerife N.º 1: 1988-1990.

## Palmarés

### Títulos internacionales de Selección
- Medalla de Plata en el Eurobasket juvenil de Angri'1973, con la selección española juvenil.

### Títulos internacionales de Club
- 1 Mundial de Clubs de Baloncesto: 1985, con el FC Barcelona.
- 2 Recopa de Europa de Baloncesto: 1985 y 1986, FC Barcelona.